# 吸蜜蜂鳥
吸蜜蜂鳥（學名：Mellisuga helenae）是古巴及青年島的蜂鳥特有種。它們約重1.8公克及長5公分，是世界上已知體型最小的鳥類和獸腳亞目恐龍，而目前尚未發現體型小於吸蜜蜂鳥的非鳥恐龍化石。

## 特徵
雄性吸蜜蜂鳥的鳥冠呈綠色，喉嚨呈紅色，領子虹色，上身藍色，下身主要為灰白色。雄鳥比雌鳥細小。雌鳥上身呈藍綠色，下身呈淡灰色。尾羽端有白點。繁殖期的雄鳥頭部、兩頰及喉嚨呈紅色至粉紅色。雌鳥每次只會下2顆蛋。
作為世界上最細小的鳥類，吸蜜蜂鳥的大小只如大型蜜蜂般。它們像其他蜂鳥般輕盈，飛行能力很強。它們可以像直昇機般留在同一位點。估計它們每秒拍動雙翼達80次，連肉眼也不能追上其速度。
吸蜜蜂鳥的虹色及鮮艷羽毛令它們看上去像細小的寶石。不過其虹色並非容易看見，要視乎視角才能看見。

## 食物
它們尖長的喙可以探入花朵中吃花蜜。其舌頭亦像一條長管，可以吸啜花蜜。在覓食時，它們的喙及頭會黏上花粉，可以幫助傳播。一天之內，吸蜜蜂鳥就可以到達1500朵花朵，故對植物繁殖甚有幫助。

## 分佈
蜂鸟是整个古巴群岛的特有物种，其中分佈的地方包括古巴的主要岛屿和位於西印度群岛的青年島。它們主要可在古巴西部的Pinar del Rio省的古巴Mogote地区被发现，也可在薩帕塔沼泽附近的Playa Larga被发现。

## 繁殖

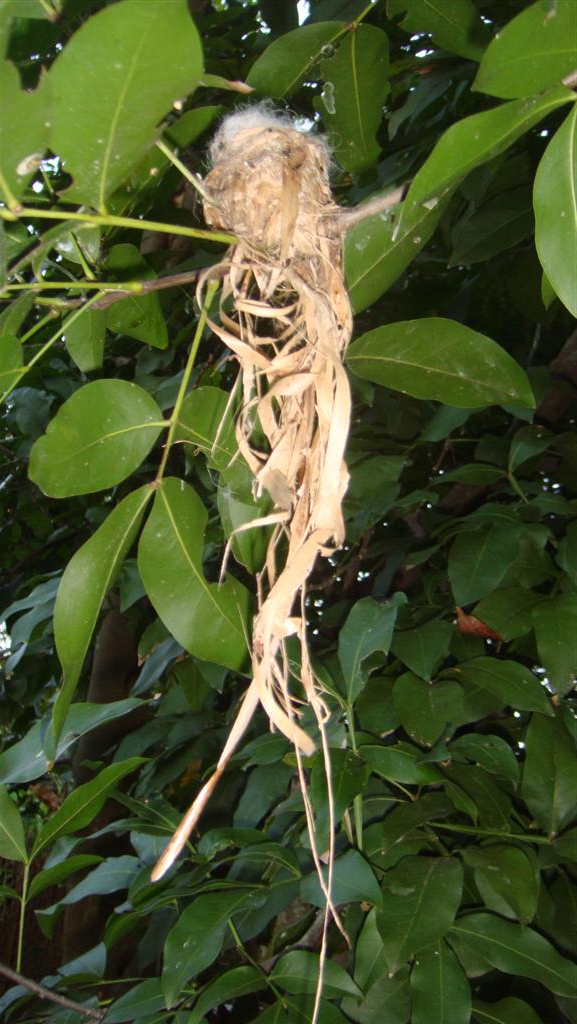
吸蜜蜂鳥巢穴的側面

蜂鳥的繁殖季節是三月至六月。他們一次最多產兩個卵。雌性吸蜜蜂鳥會使用一些蜘蛛網，樹皮和地衣，建造一個直徑約2.5公分（0.98英寸）的巢。之後雌鳥會在那裡產卵並獨自一人孵化卵，撫養幼鳥。

## 外部連結
- Internet Bird Collection（页面存档备份，存于）
- birdingcuba.com
- VIREO（页面存档备份，存于）